# メトロポリタントロント
メトロポリタン・トロント（英語：Municipality of Metropolitan Toronto）は1954年から1997年までカナダのオンタリオ州南部、トロントの上層に置かれたオンタリオ州の地方行政区画であった。これは後の地域（Regional Municipality）の前身となり、郡（County）や地区（District）より強い権限を持っていた。
また、トロント市との混同を避けるため、一般的に「メトロ」や「メトロ・トロント」と呼ばれた。

## 歴史

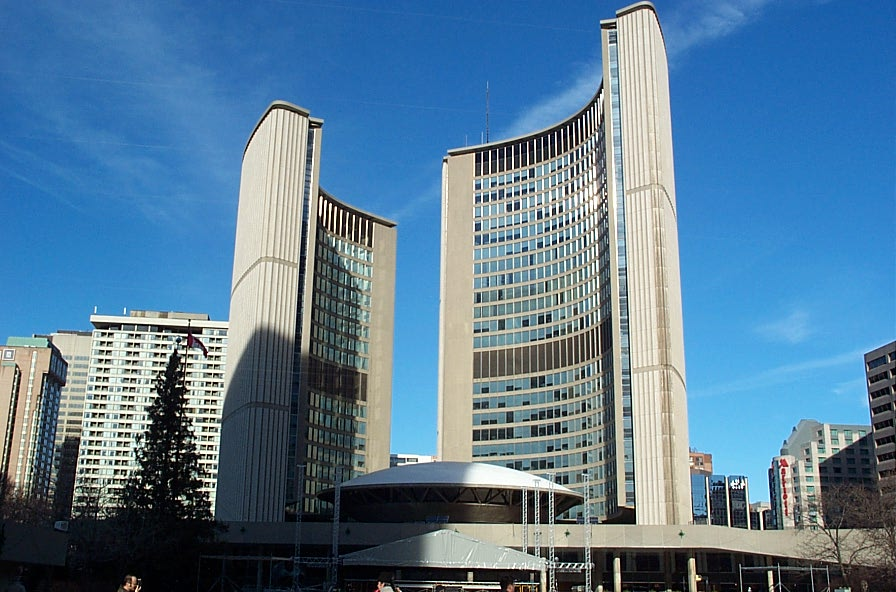
トロント市庁舎

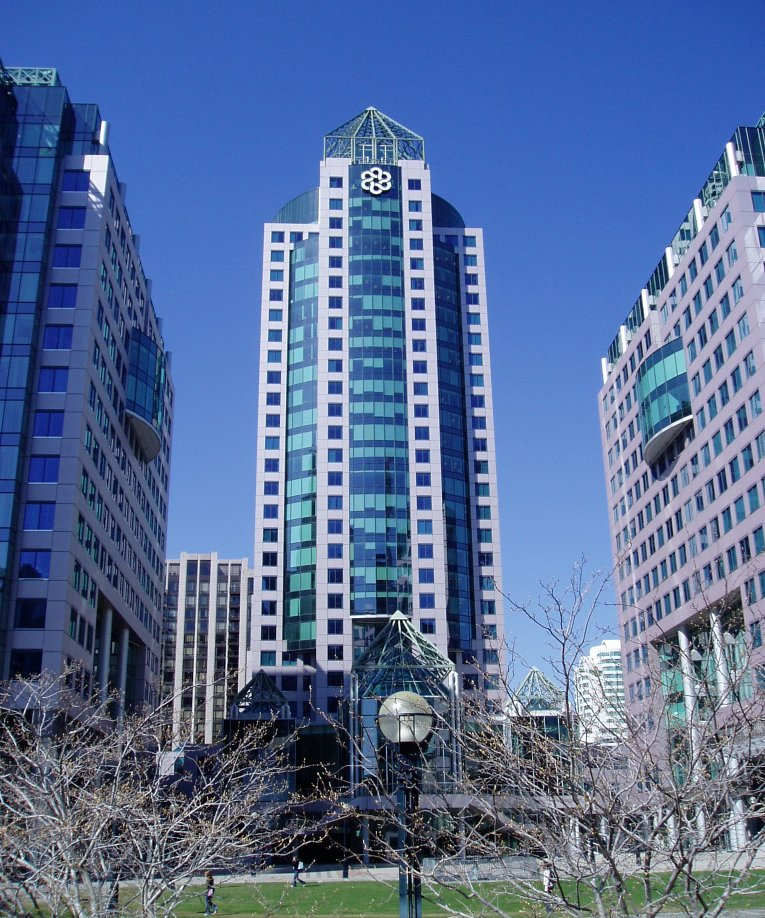
メトロホール

### 成り立ち
オンタリオ州では新しい自治体の認可は州の権限に委ねられている。これ故に、メトロポリタン・トロントも州議会によって設立・承認され、1953年4月15日に上層レベルの自治体を創設することが決まった。

メトロトロントの旗

1954年1月1日より施行され、市制のトロントを始めとして、タウンシップ制のイーストヨーク、エトビコ、スカボロ、ノースヨーク、ヨーク、町制のウエストン（Weston）、ニュートロント（New Toronto）、ミミコ（Mimico）、リーサイド（Leaside）、村制のスウォンジー（Swansea）、フォーレストヒル（Forest Hill）、ロングブランチ（Long Branch）の13の市町村から構成された。
スティール通り（Steeles Ave.）より北部のエリアは後の1971年にヨーク地域となるヨーク郡としてメトロポリタン・トロントには含まれず、そのまま残された。
メトロポリタン・トロント議会はトロント市より12の議員（市長を含む）と他の都市の代表（通常は市長または代官）によって構成された。

### 成長
メトロポリタン・トロント初代議長のフレデリック・ガーディナー（Frederick Gardiner）の指導力のもとメトロポリタン・トロントは飛躍的な成長を経験し、地下鉄の拡張整備や複数の高速道路建設などが行われた。高速道路「ガーディナーエクスプレスウェイ」（Gardiner Expressway）の名は彼を称えて名付けられたものである。
この成長の結果、1967年に州政府はメトロポリタン・トロントを再編成することを決め、7つの小さな町と村を選別し、合併の対象とした。トロント市を除く残った5つのタウンシップはメトロポリタン・トロント行政区の市制（Borough）として再施行され、ロングブランチとニュートロント、ミミコはエトビコに、ウエストンはヨークに、リーサイドはイーストヨークに、スウォンジーとフォーレストヒルはトロントにそれぞれ吸収合併された。

### 合併
1990年代、グレータートロント（GTA）がより知られるようになって以降、多くの人々はトロント広域の都市部を網羅するために設立されたメトロポリタン・トロントをもはや関連性のないものとして受け止めるようになり、また一方で住民にとって広域のメトロポリタンよりも地域に関わる事柄に関心が高くなっていた。
1995年の州議会選挙でオンタリオ進歩保守党党首マイク・ハリス（Mike Harris）はオンタリオ州内の自治体層を減らす政策提案を行い、メトロポリタン・トロント解消を視野に入れた検証を行うことを選挙公約とした。
しかしながら、ハリス政権下はメトロ・トロントの6つの都市を合併し、新制トロント市を設立することでより大きなコスト抑制ができることを見出し、このコスト抑制プランを最終的に発表することとなった。その結果、トロント市と他の5つの都市は解体され、より大きなメトロ政府は残ることとなる。
この発表で世論の反対が起こり、メディアはこの案を「メガシティ・プラン」と呼んだ。1997年3月、住民投票が行われ6つの都市すべてにおいて3対1上の比率で合併反対多数となった。4月には反対する政党によって州議会の進行が妨害された。
しかし、ハリス政権は安定多数与党で堅固に立場を保持し、すべての反対に対して公然と向かい、議会で新制トロント市の法令にあたる「"City of Toronto Act"」を通過させた。
合併は1998年1月1日に施行され、これにより新制トロント市が誕生し、メトロポリタン・トロントは解体した。

## 市庁舎とメトロホール
1953年の発足で、メトロの本部はトロントの市街地「67 Adelaide Street East」に置かれた。1964年にトロントの新市庁舎がオープンし、連なって建つビルの一方はメトロ・トロントの事務所、もう一方はトロント市の事務所となり、2つの議会は中央の会議室を共有していた。
しかし、委員会の施設と評議会の事務所としては不適切であることがわかり、市庁舎の向かいにあたる「390 Bay Street」へ一部移設された。それでもメトロ議員は市庁舎の会議室で会合を継続。1992年にようやく「55 John Street」に建てられた新しいメトロホールにすべての施設を移転した。
合併評議会は市庁舎で会合を開いていたが、市庁舎が議会の拡張に合わせて改装する際、メトロホールが会合場所となった。現在もメトロホールは新制トロント市の事務所として使われている。